# آخرین ادای احترام
آخرین ادای احترام (انگلیسی: The Last Salute) یک مجموعه تلویزیونی کمدی بریتانیایی است که در سال ۱۹۹۸ از شبکهٔ بی‌بی‌سی وان پخش شد.

## بازیگران
- پل باون
- فیلیپ جکسون
- کلیر کاکس
- پل یانگ
- برت فنسی